# Vlag van Terherne

Vlag van Terherne

De vlag van Terherne is het dorpsvlag van het Nederlandse dorp Terherne, in de Friese gemeente De Friese Meren. Bij gemeenteraadsbesluit van 8 december 1985 zijn een wapen en een vlag vastgesteld voor de 18 dorpen van de voormalige gemeente Boarnsterhim. De vlag werd in 1986 geregistreerd.

## Beschrijving
De beschrijving van de vlag is als volgt:
Twee lengtebanen van rood en geel, verhouding lengten 2:1; in de rode baan een witte lelie.
De kleuren zijn afkomstig van het dorpswapen.

## Symboliek
- Lelie -  De lelie is in de leer der emblemata een symbool van de maagd Maria, van zuiverheid en maagdelijkheid. De lelie is tevens het heraldische symbool van de stad Florence.

## Zie ook

Wapen van Terherne